# Första budgetfördraget
Första budgetfördraget, formellt fördraget om ändring av vissa budgetbestämmelser i fördragen om upprättandet av Europeiska gemenskaperna och fördraget om upprättandet av ett gemensamt råd och en gemensam kommission för Europeiska gemenskaperna, är ett fördrag inom Europeiska unionen som undertecknades den 22 april 1970 i Luxemburg. Det trädde i kraft den 1 januari 1971 efter att ha ratificerats av alla medlemsstater i enlighet med deras respektive konstitutionella bestämmelser.
Fördraget ändrade de tidigare fördragen om upprättandet av Europeiska gemenskaperna. Bland annat erhöll Europaparlamentet utökad budgetmakt genom att kunna avslå de budgetdelar som rörde icke-obligatoriska utgifter (obligatoriska utgifter var utgifter som reglerades genom fördragen, t.ex. gällande jordbrukspolitiken).